# Bromus litvinovii
Bromus litvinovii är en gräsart som beskrevs av Roman Julievich Roshevitz och Sergej Arsenjevitj Nevskij. Bromus litvinovii ingår i släktet lostor, och familjen gräs. Inga underarter finns listade i Catalogue of Life.